# Alcubilla de Avellaneda
Alcubilla de Avellaneda és un municipi espanyol ubicat a la província de Sòria, dins la comunitat autònoma de Castella i Lleó.

## Demografia
| Any      | 1900 | 1910 | 1920 | 1930 | 1940 | 1950 | 1960 | 1970 | 1980 | 1990 | 2000 |
| Població | 780  | 803  | 737  | 626  | 590  | 580  | 508  | 395  | 309  | 292  | 228  |